# Eber Moas
Pour les articles homonymes, voir Moas.
Eber Alejandro Moas Silvera (né le 21 mars 1969 à Montevideo en Uruguay) est un joueur de football international uruguayen, qui évoluait au poste de défenseur.

## Biographie

### Carrière en sélection
Avec l'équipe d'Uruguay, il joue 48 matchs (pour aucun but inscrit) entre 1988 et 1997. 
Il figure dans le groupe des sélectionnés lors des Copa América de 1991, de 1993, de 1995 et de 1997. La sélection uruguayenne remporte la compétition en 1995.
Il joue également 10 matchs comptant pour les tours préliminaires de la coupe du monde 1998.

## Palmarès
| \| Independiente - Championnat d'Argentine (1) : - Champion : 1994 (Clôture). - Vice-champion : 1993 (Clôture). - Supercopa Sudamericana (1) : - Vainqueur : 1994. \| \| Vitória - Championnat de Bahia (1) : - Champion : 1997. \| |  | Uruguay - Copa América (1) : - Vainqueur : 1995.        |
| Independiente - Championnat d'Argentine (1) : - Champion : 1994 (Clôture). - Vice-champion : 1993 (Clôture). - Supercopa Sudamericana (1) : - Vainqueur : 1994.                                                                     |  | Vitória - Championnat de Bahia (1) : - Champion : 1997. |